# Hokej na ledu na Zimskih olimpijskih igrah 1956
Hokej na ledu je bil na Zimskih olimpijskih igrah 1956 osmič olimpijski šport. Hokejski olimpijski turnir je potekal med 26. januarjem in 4. februarjem 1956. Zlato medaljo je v svojem prvem nastopu osvojila sovjetska reprezentanca, srebrno ameriška, bronasto pa kanadska, v konkurenci desetih reprezentanc. Olimpijski turnir je štel tudi za Svetovno hokejsko prvenstvo.

## Dobitniki medalj
| Zlato | Srebro | Bron |
| Sovjetska zvezaNikolaj Pučkov Grigorij Mkrtičan Nikolaj Sologubov Dimitrij Ukolov Ivan Tregubov Genrih Sidorenkov Alfred Kučevski Jevgenij Babič Viktor Šuvalov Vsevolod Bobrov Jurij Krilov Aleksander Uvarov Valentin Kuzin Jurij Pantjuhov Aleksej Gurišev Nikolaj Hlistov Viktor Nikiforov | ZDAWillard Ikola Don Rigazio Richard Rodenheiser Daniel McKinnon Ed Sampson John Matchefts Richard Meredith Dick Dougherty Ken Purpur John Mayasich Bill Cleary Wellington Burtnett Wendell Anderson Gene Campbell Gordon Christian Weldon Olson John Petroske | KanadaDenis Brodeur Keith Woodall Floyd Martin Howie Lee Art Hurst Johnny McKenzie James Logan Paul Knox Don Rope Byrle Klinck Bill Colvin Gerry Théberge Alfred Horne Charlie Brooker George Scholes Bob White Ken Laufman |

## Končni vrstni red
1. Sovjetska zveza
2. ZDA
3. Kanada
4. Švedska
5. Češkoslovaška
6. Nemčija
7. Italija
8. Poljska
9. Švica
10. Avstrija